# Poljanyzja (Nadwirna)
Poljanyzja (ukrainisch Поляниця, russisch Поляница Poljaniza, polnisch Połanica Popowiczowska) ist ein Bergdorf in der westukrainischen Oblast Iwano-Frankiwsk nahe der Grenze zur Oblast Transkarpatien mit 686 Einwohnern (2007).

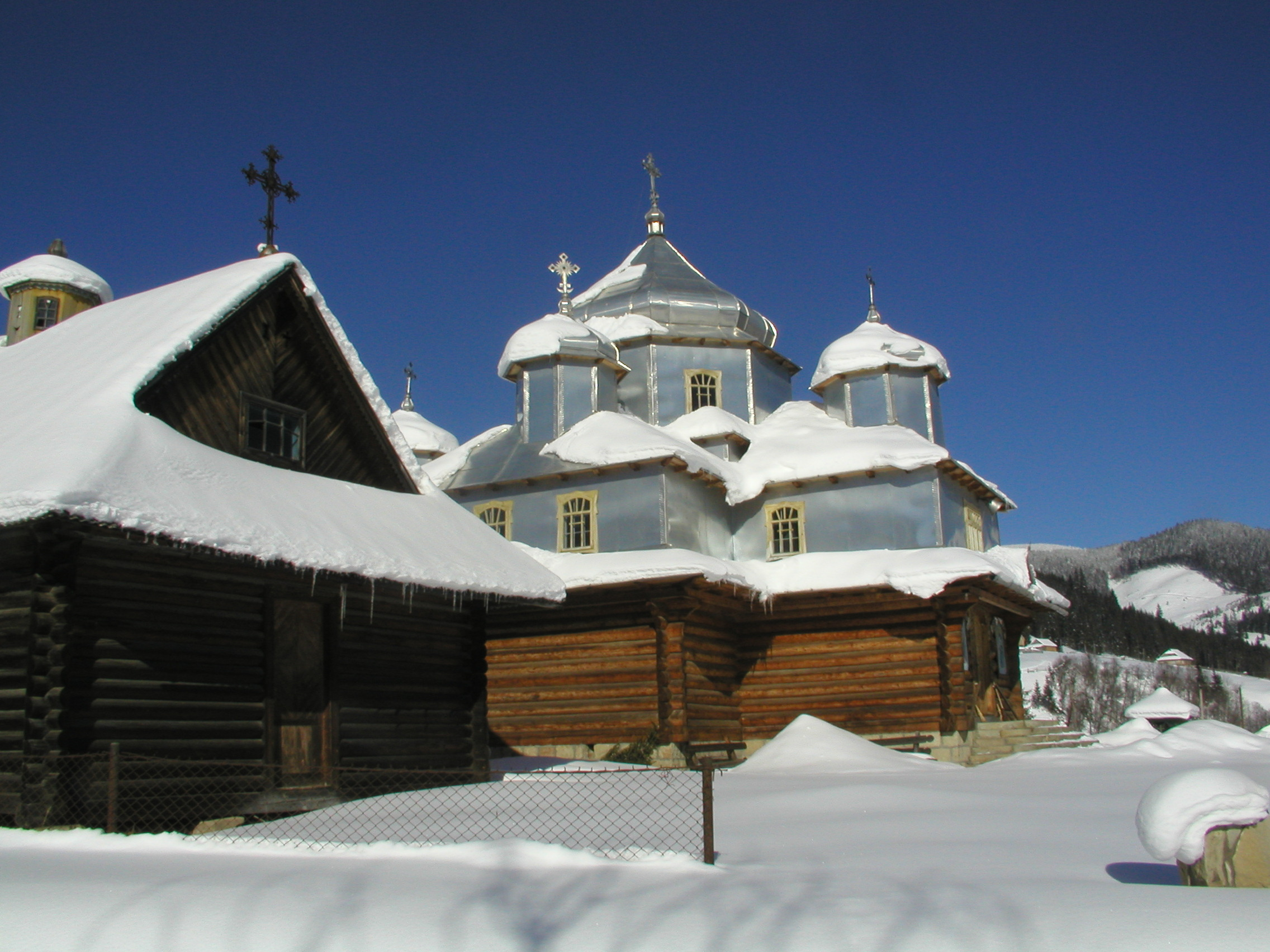
Orthodoxe Holzkirche in Poljanyzja

## Geschichte
Poljanyzja wurde erstmals das 1654 schriftlich erwähnt und hieß bis September 2008 Paljanyzja/ Паляниця. Zu Beginn des 20. Jahrhunderts wurde das Dorf auf Initiative von Johann II. von Liechtenstein, der mehrere Grundstücke im Dorf besaß, ausgebaut. Unter seiner Aufsicht wurde 1912 eine Kirche gebaut, die während des Zweiten Weltkriegs zusammen mit der Dorfschule von deutschen Truppen zerstört wurde. Von den 300 Einwohnern aus der Vorkriegszeit lebten bei Kriegsende dort nur noch 40. Das Dorf wird mehrheitlich von Huzulen bewohnt.

## Geographische Lage
Poljanyzja liegt im Gorgany, einem Gebirgszug der Waldkarpaten auf 910 m Höhe.
Durch das Dorf fließt der Gebirgsbach Prutez Jablunyzkyj (Прутець Яблуницький, auch Пру́тчик /Pruttschyk genannt), ein 16 km langer Zufluss des Pruth. Südöstlich des Dorfes verläuft die nationale Fernstraße N 09, die nach Süden zum nahegelegenen Jablunyzja-Pass und nach Norden zur 100 km entfernten Oblasthauptstadt Iwano-Frankiwsk führt. Der nächstgelegene Bahnhof befindet sich im 15 km entfernten Tatariw an der Bahnstrecke Sighetu Marmației–Iwano-Frankiwsk. Der höchste Berg in der Umgebung ist der 1371 m hohe Dowha.

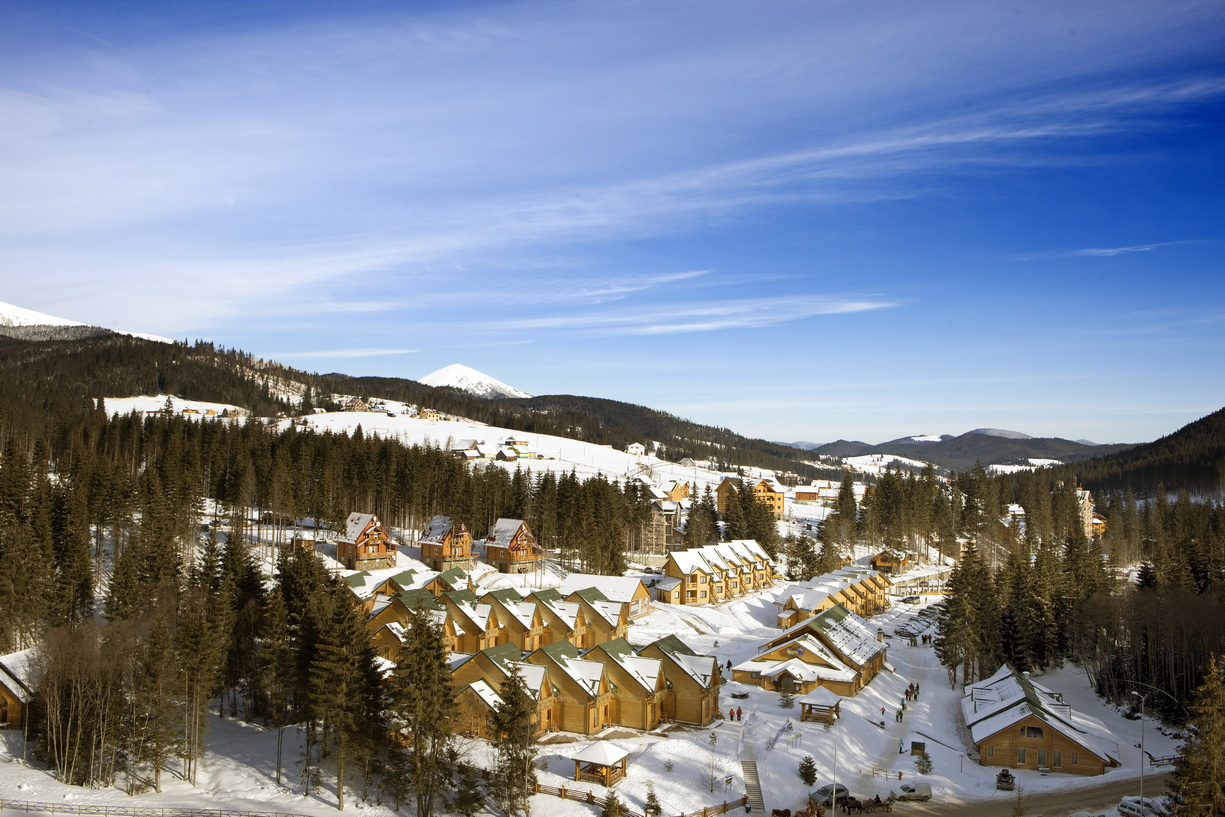
Das zum Dorf gehörige Wintersportresort Bukowel

Bekannt ist das Dorf für das im Nordwesten des Gemeindegebietes liegende Wintersport-Resort Bukowel, dem größten und modernsten Skiresort der Ukraine, das nach einem benachbarten, 1127 m hohen Berg benannt ist.

## Verwaltungsgliederung
Am 5. März 2020 wurde das Dorf zum Zentrum der neu gegründeten Landgemeinde Poljanyzja (Поляницька сільська громада/Poljanyzka silska hromada), zu dieser zählten auch die vier in der untenstehenden Tabelle aufgelisteten Dörfer sowie die Ansiedlungen Prytschil und Shary, bis dahin bildete es die Landratsgemeinde Poljanyzja (Поляницька сільська рада/Poljanyzka silska rada) als Teil der Stadtratsgemeinde Jaremtsche (nördlich gelegen).
Am 17. Juli 2020 wurde der Ort Teil des Rajons Nadwirna.
Folgende Orte sind neben dem Hauptort Poljanyzja Teil der Gemeinde:
| Name                     | Name       | Name                 | Name       | Name |
| ukrainisch transkribiert | ukrainisch | russisch             | polnisch   |      |
| ------------------------ | ---------- | -------------------- | ---------- | ---- |
| Bystryzja                | Бистриця   | Быстрица (Bystriza)  | Rafajłowa  |      |
| Jablunyzja               | Яблуниця   | Яблоница (Jabloniza) | Jabłonica  |      |
| Klympuschi               | Климпуші   | Клымпуши             | Kłempusze  |      |
| Prytschil                | Причіл     | Причил (Pritschil)   | Pryczoł    |      |
| Shary                    | Згари      | Згары (Sgary)        | Zhary      |      |
| Woronenko                | Вороненко  | Вороненко            | Woronienka |      |